# Lac Figuibine
Le lac Figuibine ou lac Faguibine (appellation anglaise) est un lac situé au nord de la partie centrale du Mali dans le delta intérieur du Niger. En période de crue, l'eau peut se répandre sur près de 80 kilomètres ou plus.

## Le système Figuibine
Le système Figuibine réunit cinq lacs interconnectés alimentés par deux marigots effluents du Niger entre les villes de Diré et de Tombouctou : le marigot de Kondi long de 64 km et le marigot de Tassakane long de 104 km, les deux fusionnant peu avant le lac Télé pour former le marigot de Goundam.
Les cinq lacs (lacs Télé, Takara, Gouber, Kamango et Figuibine) couvrent une superficie de 86 000 hectares.
Un bras du fleuve Niger, le Farabango, alimente en période de crue le lac Télé grâce à deux effluents du Niger appelés marigots, aux lits irréguliers et mal dessinés (marigots de Tassakane et de Kondi). Ceux-ci se rejoignent au niveau de Kaney pour constituer le marigot de Goundam qui se déverse dans le lac Télé. 
Du Télé, les eaux passent sans obstacle important vers le lac Takara qui lui-même se déverse par-dessus le seuil de Kamaïna (côte 251 m) pour alimenter le lac Figuibine. Celui-ci inonde une superficie de 54 000 hectares. Lorsqu'il est inondé jusqu'à Ras El Ma (extrémité ouest), c'est-à-dire lorsque la crue atteint la cote 252 m, les eaux envahissent le lac Gouber puis le lac Kamango. Enfin lors des crues les plus importantes, les eaux peuvent par un chenal continuer leur route depuis le lac Figuibine vers deux grandes étendues inondables nommées Daounas Kaïna et Daounas Berry. Celles-ci n'ont cependant été remplies durant la dernière période qu'en 1892 et en 1956-57. Une carte détaillée du système est visible sur en page 2.
Ces terres sont très fertiles et permettent les cultures vivrières (sorgho, maïs, patate douce, pomme de terre, arachide, légumes) sans apport d’engrais minéraux.
En 2021, le Lac Figuibine est totalement asséché. Depuis que le lac a tari, un gaz émanant du sol brûle les quelques arbres qui restent dans les environs. Il rend la terre incultivable.

## Communes de la dépression du lac Figuibine
- ouest : Razelma (Ras el Ma),
- nord : Tin Aicha,
- est : Tougabongou Tao, Bintagoungou, puis Essakane,
- sud : Abarmalane, M'Bouna, puis Gargando, Hangabera...